# وسیولویه (استان آمور)
وسیولویه (به لاتین: Vesyoloye) یک منطقهٔ مسکونی در روسیه است که در استان آمور واقع شده‌است.